# Murray (Iowa)
Murray is een plaats (city) in de Amerikaanse staat Iowa, en valt bestuurlijk gezien onder Clarke County.

## Demografie
Bij de volkstelling in 2000 werd het aantal inwoners vastgesteld op 766. In 2006 is het aantal inwoners door het United States Census Bureau geschat op 797, een stijging van 31 (4,0%).

## Geografie
Volgens het United States Census Bureau beslaat de plaats een oppervlakte van 2,0 km², geheel bestaande uit land. Murray ligt op ongeveer 371 m boven zeeniveau.

## Plaatsen in de nabije omgeving
De onderstaande figuur toont nabijgelegen plaatsen in een straal van 24 km rond Murray.